# Agostino Perini

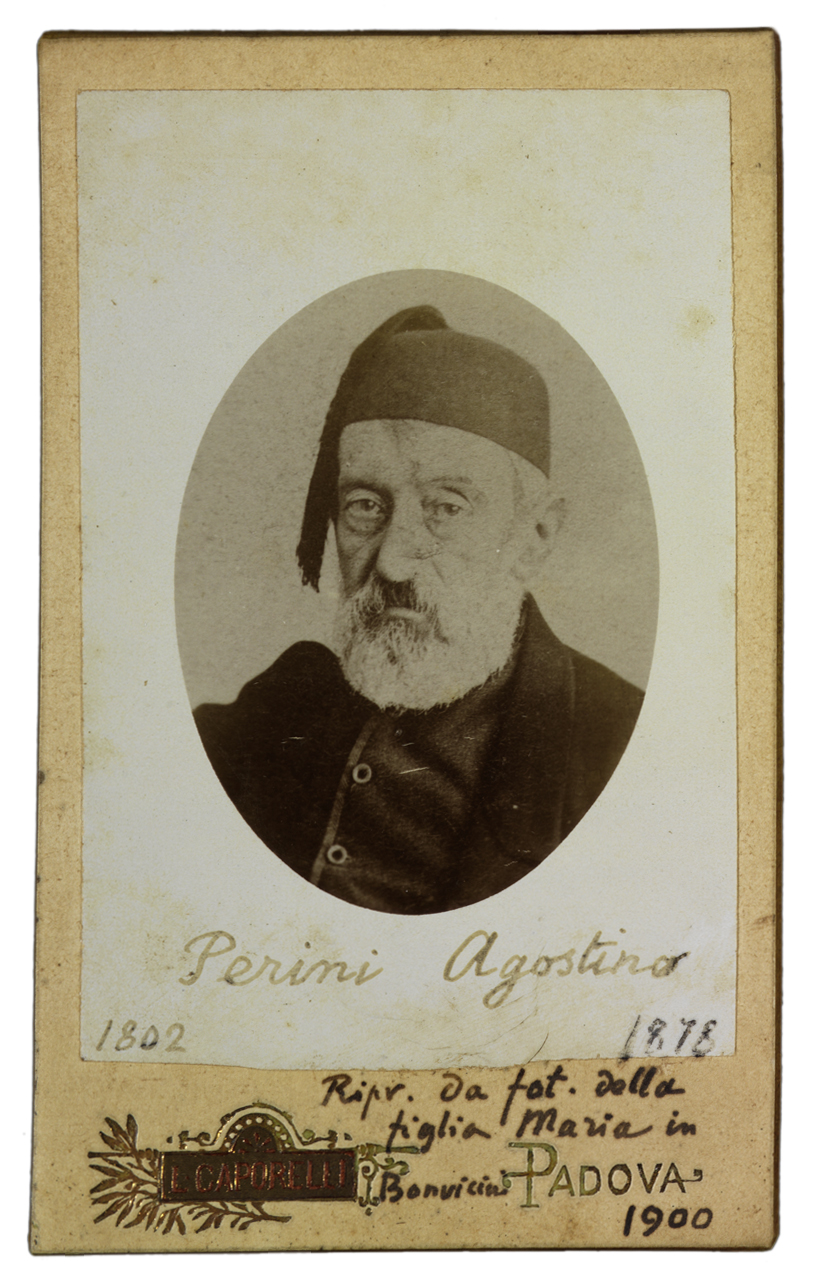
Agostino Perini

Agostino Perini (geboren 2. Dezember 1802 in Trient; gestorben 19. Oktober 1878 in Padua) war ein Naturkundler, Heimatforscher, Autor und Verleger. Er zählt zu den Pionieren im Bereich geografische, historische und naturwissenschaftliche Studien über das Trentino.

## Leben
Agostino Perini entstammte einer wohlhabenden bürgerlichen Familie. Sein Vater, Francesco Perini, war Spediteur und sympathisierte mit den Ideen der Französischen Revolution und Napoleon Bonapartes. Perini wuchs bis zu seinem 13. Lebensjahr in Trient auf. Statt das Gymnasium zu besuchen, wurde der als lebhaft und unruhig beschriebene Perini auf einen Bauernhof bei Eppan geschickt. Dort fand er trotz der anfallenden Arbeit Zeit, um Ausflüge in die freie Natur zu unternehmen, die er lieben und schätzen lernte. Er begann sich für die Flora und für Mineralien zu interessieren und fertigte bei seinen Beobachtungen erste Zeichnungen an. Als er 17 Jahre alt war, besuchte er auf eigenen Wunsch die mährische Forstlehranstalt in Datschitz.
1822 fand er eine Anstellung beim Forstamt in Trient. Er fand ausreichend Zeit das Archiv des Forstamtes zu erforschen und nutzte dies 1829 für die Veröffentlichung seiner ersten Arbeit, die sich mit der Forstgeschichte in Italien und Deutschland befasste. Zwischen 1834 und 1839 erschien sein dreibändiges Werk über die Burgenwelt in Tirol, das er mit 25 von ihm eigenhändig angefertigten Zeichnungen ausschmückte Er stützte sich bei seiner Arbeit auf der Auswertung von Archivmaterial in Verbindung mit ikonografischen Quellen, was vom Fachpublikum positiv aufgenommen wurde. Noch vor der Veröffentlichung des letzten Bandes, wurde Perini 1836 Zeichenlehrer in Trient. Zu seinen Schülern zählte Andrea Malfatti, dessen künstlerisches Talent Perini erkannte und förderte.
Als 1838 die k.k. Landwirtschaftsgesellschaft für Tirol und Vorarlberg gegründet wurde, wurde Perini Sekretär der italienischsprachigen Sektion. Zugleich leitete er die in den Bezirken Trient und Rovereto erscheinende Zeitschrift  Giornale Agrario, für die er auch selbst Beiträge zu den Themen Weinbau und Önologie verfasste. Im Revolutionsjahr 1848 beendete er seine Zusammenarbeit mit der Landwirtschafts-Gesellschaft. Im neuen Klima der kulturellen Öffnung und der Liberalisierung der Presse entschloss sich Agostino Perini selbst eine Zeitschrift herauszugeben. Die am 3. Januar 1849 erstmals erschienene liberale Zeitschrift Gazzetta di Trento war zugleich das offizielle Organ des Heimatkomitees von Trient und setzte sich für die Autonomie des Trentino innerhalb der Gefürsteten Grafschaft Tirol ein. Die Herausgabe der Zeitschrift wurde von den Behörden jedoch bald verboten, die die Verbreitung jegliches separatistisches Gedankengutes unterbanden.
1850 eröffnete er in Trient mit seinem 15 Jahre jüngeren Bruder Carlo eine Druckerei. Die beiden einte ihr Interesse für Geschichte, Literatur und Botanik. Zusammen durchreisten sie das Trentino und veröffentlichten mehrere Bücher, unter anderem ein Werk über die Flora im südlichen Tirol. Letzteres wurde in geringer Auflage im Naturselbstdruckverfahren herausgegeben. 1852 gründeten sie die Zeitschrift für Unterhaltungsliteratur L’Alpe. Im gleichen Jahr erschien Agostino Perrinis bedeutendstes Werk La Statistica del Trentino in zwei Bänden, an dem neben seinem Bruder Carlo noch andere Autoren mitwirkten. In der Arbeit wurde das Trentino erstmals ausführlich und unabhängig vom deutschsprachigen Tirol beschrieben.

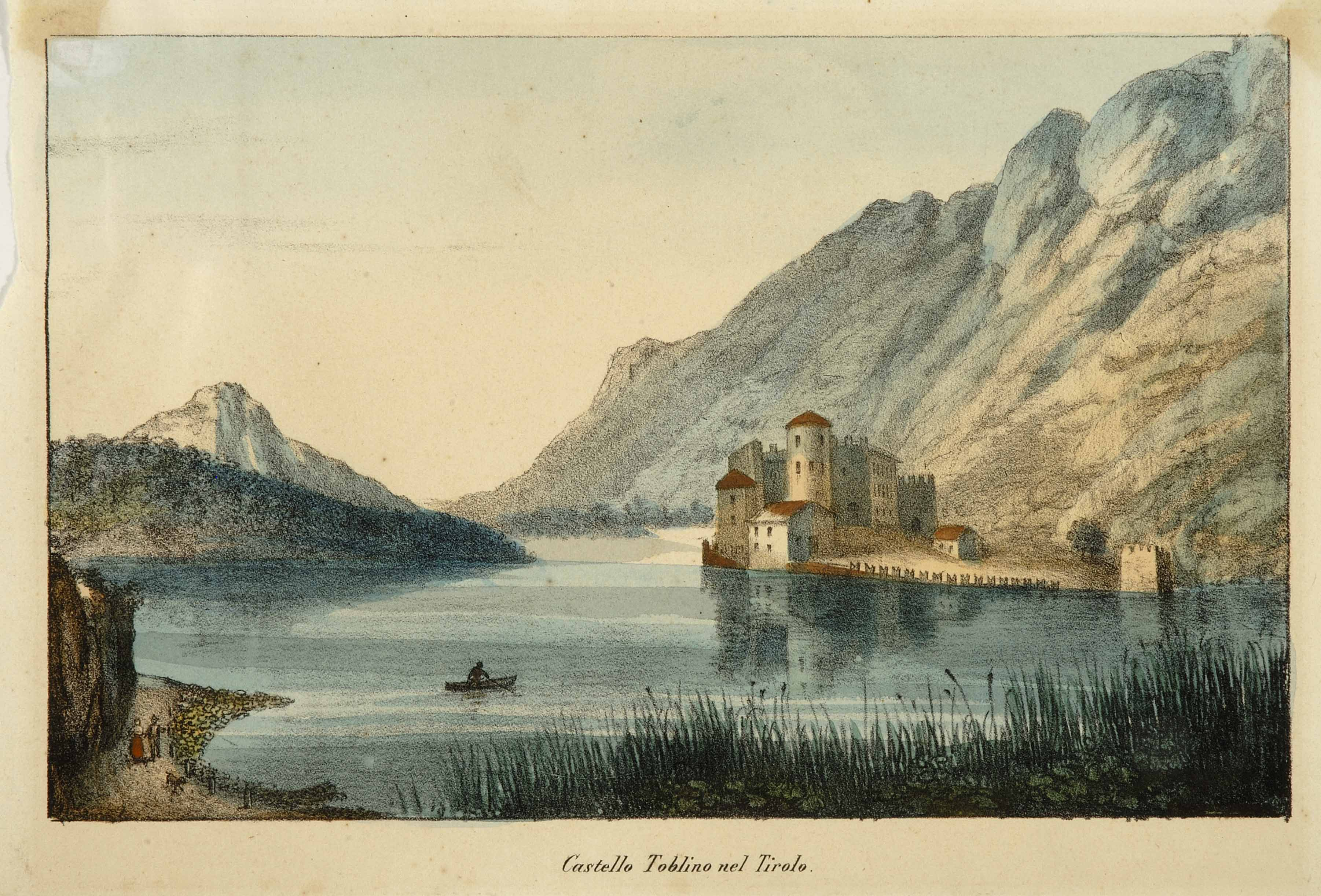
Castello Toblino nel Tirolo, angefertigt für sein Werk über die Burgenwelt Tirols

Die Brüder Perini druckten seit Juli 1850 mit der Gazzetta del Tirolo italiano eine eigene Zeitung. Nach der Einstellung der kurzlebigen von Giovanni a Prato herausgegebenen Zeitung Giornale del Trentino, war die Gazzetta die einzige  in Trient erscheinende Nachrichtenzeitung. Auch wenn Agostino Perini in seiner Zeitung moderatere Töne anschlug, entzogen die Behörden ihm 1856 die Herausgabe, die nun unter dem Namen Gazzetta di Trento von einem anderen Verleger herausgegeben wurde. Der Entzug der Zeitung brachte Agostino Perini in finanzielle Schwierigkeiten und er sah sich gezwungen, die Druckerei und das Elternhaus in Trient zu verkaufen. Er zog sich auf sein Landgut nach Gardolo zurück und begann für seinen Freund und Händler von Seidenspinner-Kokons, Francesco Antonio Marsili, zu arbeiten. Für Marsili reiste er 1861 nach Osteuropa und Asien, auf der Suche nach Seidenspinner-Eiern, die gegen die Pébrine-Krankheit immun waren. Seine Reisebeobachtungen, wissenschaftlicher und politischer Natur, flossen in mehreren Artikeln ein, die er nach seiner Rückkehr veröffentlichte.
Nach dem Tod seines Freundes 1863 verkaufte er seinen Besitz in Gardolo und zog mit seiner Familie nach Padua. In der Stadt am Bacchiglione arbeitete er weiter für die in Rovereto erscheinende Zeitung Messaggero, für die er bereits in den 1830er Jahren tätig gewesen war. Aus dieser Zeit stammen eine Reihe von Erzählungen, die auf dem Hintergrund verschiedener historischer Ereignisse im Trentino basieren. Agostino Perini starb 1878 in Padua, als er an der Neufassung des Werkes Statistica del Trentino arbeitete.
Agostino Perini war Mitglied der Accademia Roveretana degli Agiati. Aus der Ehe mit Francesca Cippiani, die er 1828 heiratete, gingen vier Kinder hervor.

## Schriften (Auswahl)
- zusammen mit Carlo Perini: Flora dell’Italia settentrionale rappresentata colla fisiotipia. (4 Bände) Fratelli Perini, Trient o. J.
- I castelli del Tirolo colla storia delle relative antiche-potenti famiglie. (in 3 Bänden) Mailand 1834–1839.
- La Statistica del Trentino. (in 2 Bänden) Fratelli Perini, Trient 1852.